# 桑塔诺波利斯
桑塔诺波利斯是巴西巴伊亚州的一个市镇。总面积250.027平方公里，总人口8144人，人口密度32.6人/平方公里。